# Noro Kaiseki

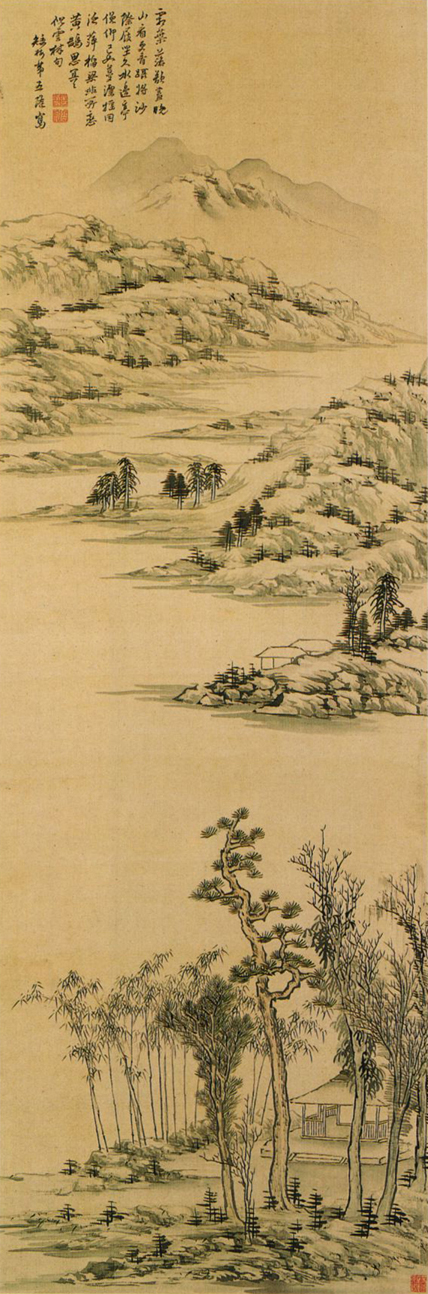
Landschaft

Noro Kaiseki (japanisch 野呂 介石, eigentlicher Vorname Ryū/Takashi (隆), weitere Künstlernamen: Chōko (澄湖), Chōmei (澄明), Daigaku Shōsha (台嶽樵者), Jūyū (十友), Konsai (混斎), Shiheki Dōjin (四壁道人), Waibai (矮梅); geb. 1. März 1747 in der Provinz Kii (heute Präfektur Wakayama); gest. 27. April 1828) war ein japanischer Nanga-Maler der späten Edo-Zeit.

## Leben und Werk
Es heißt, Noro Kaiseki habe sehr früh zu malen begonnen, und zwar unter der Anleitung von Kakutei (鶴亭;?–1785), einem Mönch-Maler der Nagasaki-Schule, den er in Kyōto aufsuchte. Dort machte er Bekanntschaft mit Kuwayama Gyokushū, der ein Jahr älter war, und mit dem er dann zusammen studierte. 1767, im Alter von 20 Jahren, ging er wieder nach Kyōto und besuchte die Schule von Ike no Taiga, der ihn dann stärker beeinflusste, als sonst ein Maler. 1797 ging er zurück nach Wakayama, um dort für die Fürsten von Kii zu arbeiten.
Berühmt ist seine Kopie einer Bildrolle mit dem Titel „Steinkliffs zwischen Himmel und Erde“ (天地石壁図, Tenchi sekiheki-zu) von Huang Gongwang (chinesisch 黄 公望; 1269–1354), die im Kloster Senju-in in Tōnomine aufbewahrt wird.
Mit Sō Aiseki (僧 愛石) und Nagamachi Chikuseki (長町竹石) gehörte er zu den „Drei Seki“ (三石 Sanseki) der frühen Nanga-Malerei. – Kaiseki ist auch bekannt für seine Darstellungen zur Malerei, dem Shihekisai-gawa.

## Landschaften

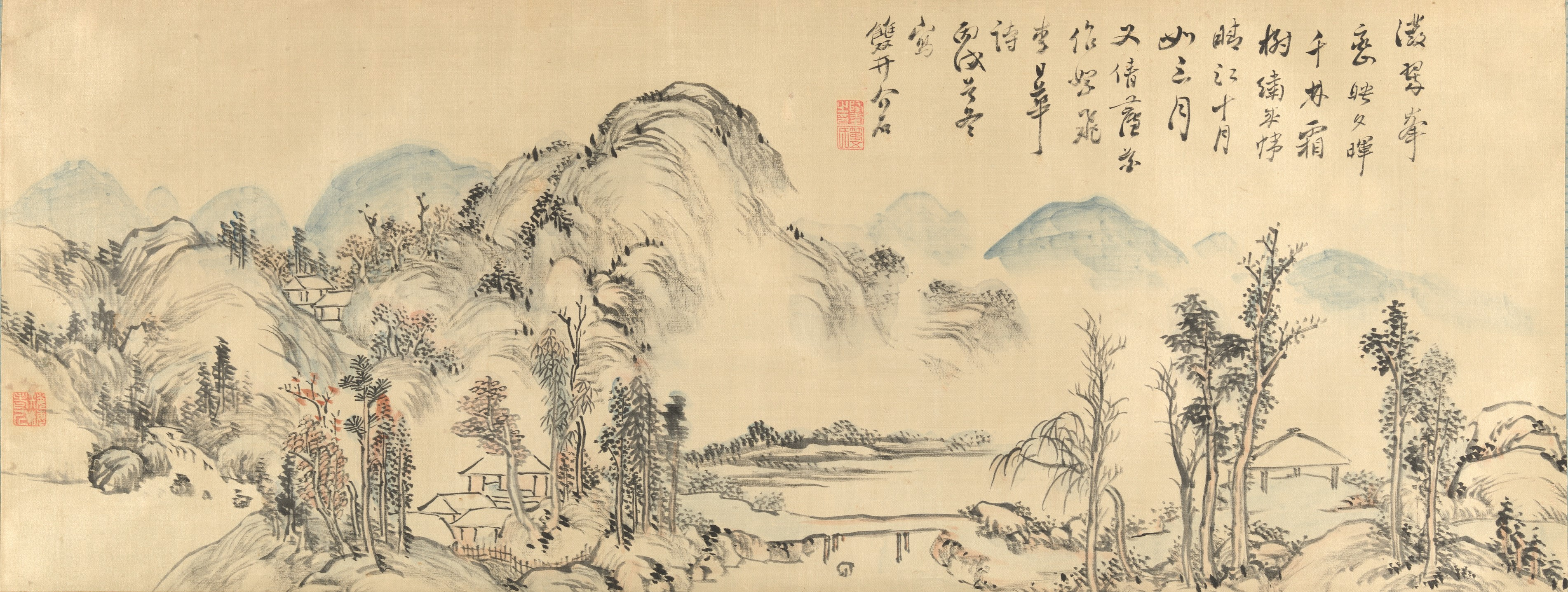
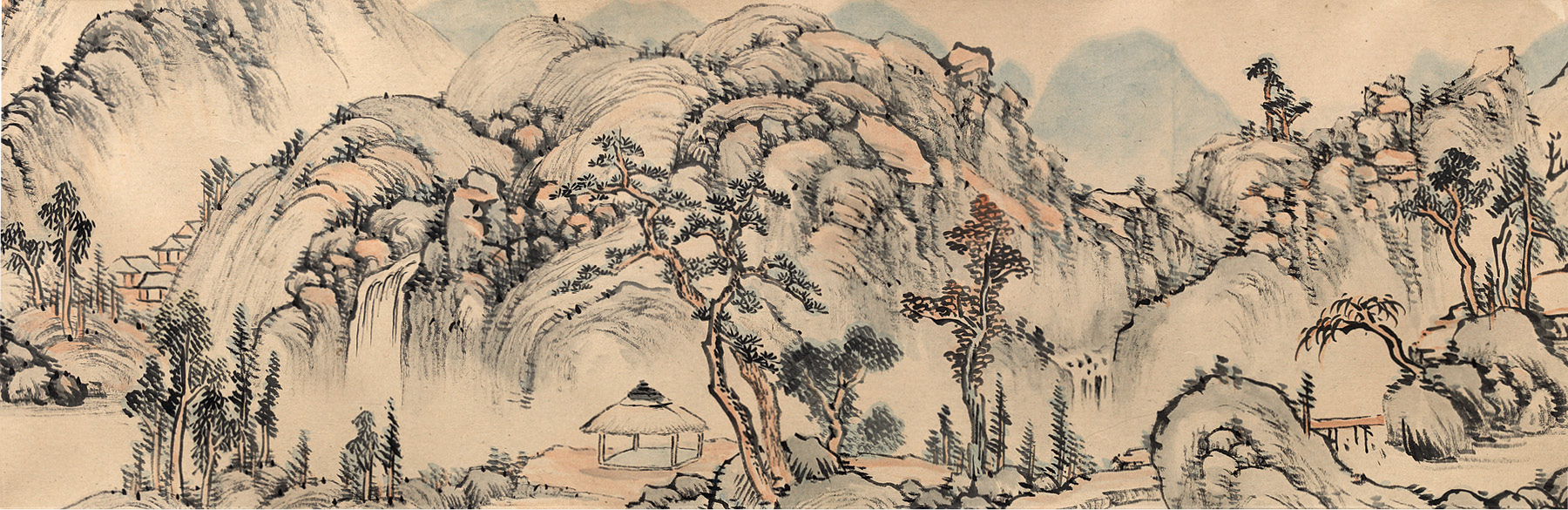